# Kolonia (Micronesië)
Kolonia (niet te verwarren met Colonia) is de hoofdplaats van de Micronesische deelstaat Pohnpei en ligt aan de noordkust van het hoofdeiland Pohnpei. De plaats telt 6068 inwoners (2010) en wordt kloksgewijs begrensd door de Stille Oceaan en de gemeenten Nett en Sokehs. Tot 1989 was Kolonia ook de hoofdstad van geheel Micronesië.
Ofschoon het actuele nationale bestuurscentrum Palikir in Sokehs is, is Kolonia een stuk groter dan deze plaats, en wanneer men enkel de individuele kernen in beschouwing neemt en niet de gehele gemeenten is het zelfs de grootste stad van het eiland. De internationale luchthaven en alle ambassades bevinden zich ook in Kolonia. Net ten westen van het centrum van het stadje ligt het eiland Sokehs, dat dicht tegen de kust ligt en deel uitmaakt van de gelijknamige gemeente.

## Demografie
Wanneer men de bevolkingsaantallen van de gehele gemeenten in beschouwing neemt, is Kolonia de zesde gemeente van het land, na Weno, Nett, Kitti, Sokehs en Madolenihmw. Van deze gemeenten ligt alleen Weno niet op Pohnpei, waarmee Kolonia de vijfde gemeente in de staat is.

## Vervoer

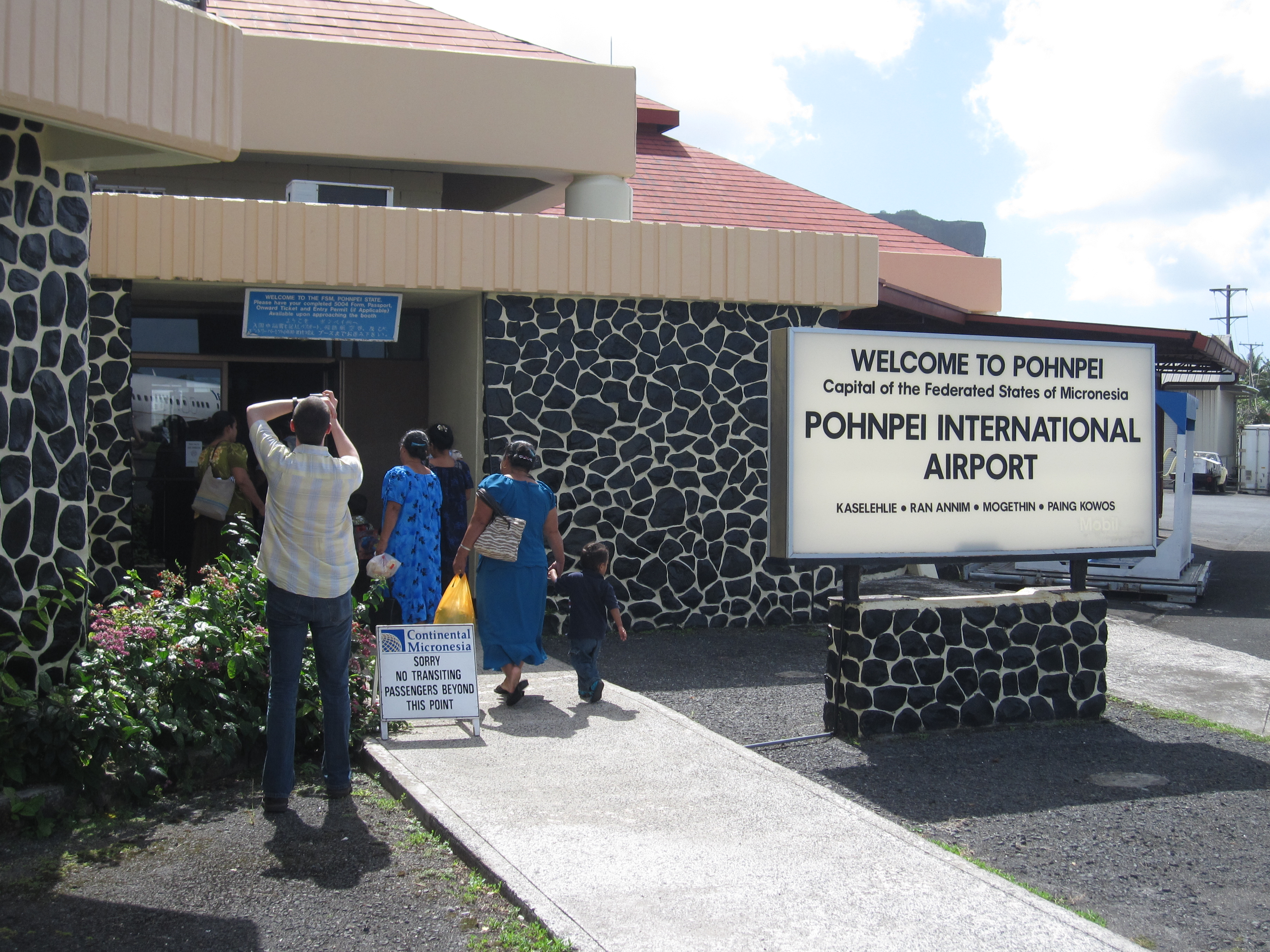
Ingang van de Internationale Luchthaven Pohnpei

De Internationale Luchthaven Pohnpei ligt op het eiland Takatik twee kilometer uit de kust van Kolonia en is door middel van een dam verbonden met de rest van de stad. Takatik zelf beschikt over een kleine handelshaven en een tweetal hotels.
De Amerikaanse luchtvaartmaatschappij Continental Airlines verbindt Pohnpei rechtstreeks met Chuuk, Guam, Kosrae, het Amerikaanse Honolulu en de Marshalleilandse atollen Kwajalein en Majuro.
Kapingamarangi · Kitti · Kolonia · Madolenihmw · Mokil · Nett · Ngatik · Nukuoro · Oroluk · Pingelap · Sokehs · U · Sapwalap
Colonia · Kolonia · Tofol · Weno